# Водонапорная башня Сванеке
Водонапорная башня Сванеке (дат. Svaneke Vandtårn) расположена в коммуне Борнхольм (остров Борнхольм), регион Ховедстаден, Дания. Первый успешный проект Йорна Утзона — в будущем архитектора Сиднейского оперного театра.

## Описание
Башня имеет сильное сходство с Кугельбаке — сооружением в немецком Куксхафене, построенным в 1853 году для навигационной помощи морякам.
Пирамидальная ёмкость для воды покоится на трёх железобетонных сваях, которые наклонены друг к другу и сходятся в верхней точке сооружения. Точно под центром башни начинается винтовая лестница, которая идёт вертикально вверх.

## История
В начале 1951 года администрация городка Сванеке приняла решение построить у себя водонапорную башню. Ответственный за это поручение, Пребен Вистесен, в аэропорту случайно встретился с начинающим архитектором Йорном Утзоном, с которым вместе ожидал рейса из Копенгагена в Ольборг. Узнав о планах мэра Сванеке, Эмиля Андерсона, Утзон предложил свои услуги и немедленно нарисовал на салфетке эскиз будущего сооружения. Чуть позднее Вистесен преподнёс эту салфетку мэру, который был очарован проектом. Почти все члены администрации города высказались против такого необычного сооружения, однако мэр сумел убедить городского консула одобрить проект Утзона. Официальное одобрение произошло в апреле 1951 года, вскоре после этого началось строительство, и башня была сдана в эксплуатацию в ноябре 1952 года. Свои прямые функции водонапорная башня выполняла до 1988 года, после чего была признана ненужной. В 1990 году она была внесена в список Датского агентства по культуре и дворцам.
В 2004 году началась чеканка монет достоинством 20 крон, на которых изображена водонапорная башня Сванеке.